# Ari Vallin
Ari Vallin (* 21. března 1978, Ylöjärvi, Finsko) je bývalý finský lední hokejista.

## Kluby podle sezon
- 1996–1997 Tappara Tampere
- 1997–1998 Tappara Tampere
- 1998–1999 Hämeenlinnan Pallokerho
- 1999–2000 Tappara Tampere
- 2000–2001 Hämeenlinnan Pallokerho
- 2001–2002 Jokerit Helsinky
- 2002–2003 Jokerit Helsinky
- 2003–2004 Kärpät Oulu
- 2004–2005 Kärpät Oulu
- 2005–2006 Kärpät Oulu
- 2006–2007 Frölunda Indians (Švédsko)
- 2007–2008 Lokomotiv Jaroslavl
- 2008–2009 Färjestads BK (Švédsko)
- 2009–2010 Färjestads BK (Švédsko)
- 2010–2011 IFK Helsinky
- 2011–2012 Espoo Blues
- 2012–2013 HC Sparta Praha
- 2013–2014 Kärpät Oulu
- 2014–2015 Kärpät Oulu
- 2015–2016 KooKoo